# The Curse of Downers Grove
Pour plus de détails, voir Fiche technique et Distribution.
The Curse of Downers Grove est un film d'horreur américain coécrit et réalisé par Derick Martini, sorti en 2015. 

## Synopsis
Une série de meurtres a lieu et une jeune femme est la prochaine victime.

## Fiche technique
- Titre original : The Curse of Downers Grove
- Titre français :
- Titre québécois :
- Réalisation : Derick Martini
- Scénario : Bret Easton Ellis et Derick Martini d'après Downers Grove de Michael Hornburg
- Direction artistique :
- Décors :
- Costumes :
- Photographie : Frank Godwin
- Son :
- Montage : Bob Ducsay
- Musique : Matthew Margeson
- Production : Jason Dubin, Oren Segal et Chiara Trento
- Société(s) de production : Bystander Films, Management Production Entertainment, Mangrove Media et Myriad Pictures
- Société(s) de distribution :
- Budget :
- Pays d’origine :  États-Unis
- Langue originale : Anglais
- Format : couleur -
- Genre : horreur
- Durée : 90 minutes
- Dates de sortie : 
  -  États-Unis : 21 août 2015
- interdit aux moins de 12 ans

## Distribution
- Kevin Zegers
- Lucas Till
- Helen Slater
- Bella Heathcote : Chrissie Swanson
- Tom Arnold
- Zane Holtz
- Penelope Mitchell : Tracy
- Martin Spanjers
- Mark L. Young
- Marcus Giamatti : Rich
- Zane Holtz